# アメリカ合衆国国務次官補（占領地域担当）
アメリカ合衆国において、国務次官補（占領地域担当）（こくむじかんほ せんりょうちいきたんとう、Assistant Secretary of State for Occupied Areas）は、アメリカ合衆国国務省における役職の1つ。1946年4月8日に創設され、連合国軍の占領下に置かれたドイツ、オーストリア、日本、朝鮮における活動を調整する占領地域局を監督した。
占領地域局は1949年3月4日に解体され、その業務はドイツ・オーストラリア局と極東局に引き継がれた。

## 歴代国務次官補（占領地域担当）[1]
| # | 氏名                                 | 氏名                                 | 任命          | 在任期間      | 在任期間      | 備考 |
| # | 氏名                                 | 氏名                                 | 任命          | 着任          | 退任          | 備考 |
| - | ------------------------------------ | ------------------------------------ | ------------- | ------------- | ------------- | ---- |
| 1 | ジョン・ヘンリー・ヒルドリング       | ジョン・ヘンリー・ヒルドリング       | 1946年4月12日 | 1946年4月17日 | 1947年8月31日 |      |
| 2 | チャールズ・エスクリッジ・サルツマン | チャールズ・エスクリッジ・サルツマン | 1947年7月3日  | 1947年9月2日  | 1949年5月26日 |      |